# Michel Chevereau
Michel Chevereau,  né le 1er janvier 1950, est un illustrateur français en publicité et un dessinateur de bande dessinée. À partir de 2005, il a dessiné La loi du Kanun, une trilogie sur une vendetta albanaise sur un scénario de Jack Manini.

## Œuvres
- KO, avec Dominique Latil (scénario), Jack Manini (scénario et couleurs) et Geneviève Penloup (couleurs), Soleil Productions

1. L'île des sacrifiés, 2000  (ISBN 2-87764-997-0)[1].
2. L'infâme Héros, 2003  (ISBN 2-84565-461-8)

- La loi du Kanun, avec Jack Manini (scénario et couleurs), Glénat, coll. « Grafica »

1. Dette de sang, 2005  (ISBN 2723445933)
2. L'amazone, 2006  (ISBN 2723452786)
3. Albanie, 2008  (ISBN 978-2-7234-5542-8)

- Catacombes avec Jack Manini (scénario), Glénat, coll. « Grafica »

1. Le diable vert, 2010  (ISBN 978-2-7234-6868-8)
2. L'Ogre, le Zazou, la Résistante, 2011  (ISBN 978-2-7234-7698-0)
3. Sous les pavés, les entrailles, 2013  (ISBN 978-2-7234-8686-6)

- Le poids des nuages (dessin), scénario et couleurs de Jack Manini, Bamboo, coll. Grand Angle

1. L'Amie d'Eva Perón, 2016  (ISBN 978-2-8189-3553-8)
2. Crash final , 2016  (ISBN 978-2-8189-3618-4)

- La pin-up du B-24 (dessin), scénario et couleurs de Jack Manini, Bamboo, coll. Grand Angle

1. Ali.La.Can , 2019  (ISBN 978-2-8189-6701-0)